# Zachar Jefimenko
Zachar Jefimenko, ukr. Захар Єфіменко (ur. 3 lipca 1985 w Makiejewce) – ukraiński szachista, arcymistrz od 2002 roku.

## Kariera szachowa
W 1999 roku zdobył w Oropesa del Mar tytuł mistrza świata juniorów do lat 14. W 2001 zwyciężył w turniejach w Hengelo, Kramatorsku oraz Doniecku. W 2002 podzielił I miejsce (wraz z Konstantinem Landą) w otwartym turnieju w Fürth. Na przełomie 2003 i 2004 roku triumfował w kolejnym openie w Hastings. W 2004 roku zwyciężył również w turnieju kołowym w Montrealu. Kolejny sukces odniósł w roku 2005, dzieląc I miejsce (wraz z Emilem Sutowskim, Lewonem Aronianem, Kiryłem Georgijewem i Aleksiejem Szyrowem) w silnie obsadzonym otwartym turnieju w Gibraltarze. W tym samym roku zdobył srebrny medal na mistrzostwach Ukrainy rozegranych systemem pucharowym (w finale przegrywając z Aleksandrem Areszczenko) oraz awansował do III rundy Pucharu Świata w Chanty-Mansyjsku (w której przegrał z Francisco Vallejo Ponsem). W 2006 roku zdobył pierwszy w swojej karierze tytuł mistrza Ukrainy oraz zajął II miejsce (za Pentalą Harikrishna) w memoriale György Marxa w Paks. W 2007 podzielił I miejsce na Wyspie Man (wraz z Mateuszem Bartlem, Michaiłem Kobaliją oraz Michaelem Roizem, Jurijem Jakowiczem oraz Witalijem Gołodem).
Wielokrotnie reprezentował Ukrainę w turniejach drużynowych, m.in.:
- trzykrotnie na olimpiadach szachowych (w latach 2006, 2008, 2010); dwukrotny medalista: wspólnie z drużyną – złoty (2010) oraz indywidualnie – srebrny (2010 – na IV szachownicy)[6],
- na drużynowych mistrzostwach świata (w roku 2011); medalista: wspólnie z drużyną – brązowy (2011)[7],
- czterokrotnie na drużynowych mistrzostwach Europy (w latach 2003, 2009, 2011, 2013); medalista: wspólnie z drużyną – brązowy (2009)[8].

Najwyższy ranking w dotychczasowej karierze osiągnął 1 marca 2011 r., z wynikiem 2708 punktów zajmował wówczas 34. miejsce na światowej liście FIDE, jednocześnie zajmując 4. miejsce wśród ukraińskich szachistów.